# Тищенко Володимир Йосипович
Володимир Йосипович Тищенко (1 липня 1905, місто Воронеж, тепер Росія — 10 жовтня 1973, місто Москва, Росія) — радянський державний діяч, 1-й секретар Воронезького і Курського обласних комітетів ВКП(б). Депутат Верховної Ради СРСР 2-го скликання. Депутат Верховної Ради Російської РФСР 3—5-го скликань.

## Життєпис
У 1921—1923 роках — палітурник в друкарні штабу 8-ї армії РСЧА в місті Воронежі.
З 1923 року — чорнороб, автоклавник-препаратор радгоспу Державного протичумного інституту в Панінському районі.
У 1928—1931 роках — заступник голови, голова Панінської районної споживспілки Центрально-Чорноземної області.
Член ВКП(б) з 1928 року.
У 1931—1933 роках — директор Воронезької біологічної фабрики; помічник директора Воронезького зооветеринарного інституту.
У 1933—1938 роках — студент Воронезького інституту марксизму-ленінізму.
У 1938—1939 роках — 1-й секретар Центрального районного комітету ВКП(б) міста Воронежа.
У 1939—1940 роках — секретар Воронезького обласного комітету ВКП(б) з пропаганди — завідувач відділу пропаганди і агітації Воронезького обласного комітету ВКП(б).
У 1940 — грудні 1941 року — 2-й секретар Воронезького обласного комітету ВКП(б). У 1941 році — член Військової ради Південно-Західного фронту.
У грудні 1941 — січні 1949 року — 1-й секретар Воронезького обласного комітету ВКП(б), голова Воронезького міського комітету оборони. З липня 1942 році — член Військової ради Воронезького фронту.
У 1949—1950 роках — слухач Курсів перепідготовки при ЦК ВКП(б).
У березні 1950 — 22 серпня 1952 року — 1-й секретар Курського обласного комітету ВКП(б).
У серпні 1952—1954 роках — інспектор ЦК КПРС.
У 1954—1956 роках — радник з питань партійної роботи при Албанській партії праці (АПП).
У 1956 — квітні 1959 року — заступник завідувача відділу партійних органів ЦК КПРС по РРФСР.
У квітні 1959 — 1961 року — завідувач відділу адміністративних та торгово-фінансових органів ЦК КПРС по РРФСР.
У 1961—1963 роках — заступник міністра торгівлі РРФСР.
З 1963 року — персональний пенсіонер союзного значення в Москві.

## Нагороди і звання
- орден Вітчизняної війни І ст.
- орден Трудового Червоного Прапора
- медалі